# 三斑刺蝶鱼
三斑刺蝶鱼（学名：Holacanthus trimaculatus）为蝴蝶鱼科刺蝶鱼属的鱼类。分布于印度洋非洲东岸和南岸、东达新几内亚、北到日本南部以及中国南海、台湾海峡等海域。该物种的模式产地在摩鹿加群岛。

## 扩展阅读
維基物種上的相關：三斑刺蝶鱼